# Staklade
En staklade er et løst tag ophængt på stolper og kan bruges til midlertidig opbevaring eller afdækning af hø, halm eller markredskaber eller som læskur for løsgående husdyr.

## Galleri
- Tegning af staklade fra middelalderen[2]
- Staklade med kun én stolpe
 (Cultural Heritage Agency of the Netherlands)
- Staklade med hø eller halm
- Heksagonal staklade med magasin
 (ned. "schuurberg"
 (Cultural Heritage Agency of the Netherlands)
- Staklader anvendt i heraldik

## Eksterne links
- Wikimedia Commons har flere filer relateret til Staklader (Hay barracks)
- "Staklade" hos Ordnet.dk

| Bygning eller seværdighed | Spire Denne artikel om en bygning, et bygningsværk eller en seværdighed er en spire som bør udbygges. Du er velkommen til at hjælpe Wikipedia ved at udvide den. |